# Ononis diffusa
Ononis diffusa é uma espécie de planta com flor pertencente à família Fabaceae. 
A autoridade científica da espécie é Ten., tendo sido publicada em Prod. Fl. Nap. p. xli.

## Portugal
Trata-se de uma espécie presente no território português, nomeadamente em Portugal Continental e no Arquipélago da Madeira.
Em termos de naturalidade é nativa das duas regiões atrás indicadas.

## Protecção
Não se encontra protegida por legislação portuguesa ou da Comunidade Europeia.